# Agonum piceum
Agonum piceum es una especie de escarabajo del género Agonum, familia Carabidae. Fue descrita científicamente por Linnaeus en 1758.
Esta especie se encuentra en todas partes de Europa excepto en Albania, Andorra, Mónaco, Portugal, San Marino, España, Ciudad del Vaticano y varias islas europeas.